# Annie Reniers
Annie Helena Augusta Reniers (Brussel, 14 mei 1941), is een Belgische auteur en professor kunstgeschiedenis.

## Levensloop
Annie Reniers studeerde Germaanse filologie en wijsbegeerte aan de Vrije Universiteit Brussel, alwaar ze later docent esthetica en hedendaagse kunstgeschiedenis werd. Ze woonde in Rome tussen 1965 en 1977. Tussen 1964 en 2000 schreef ze diverse poëtische dichtbundels. In haar poëzie werd Reniers beïnvloed door de zijnsfilosofie van Martin Heidegger. Ook is er in haar werken een hoge mate van abstractie waarneembaar. Qua stijl ligt ze op lijn met dichters als Gezelle en Van Ostaijen. In 1976 ontving Reniers voor Nieuwe geboorte de Hugues C. Pernathprijs. Naast poëzie publiceerde ze ook filosofische essays en doet ze vertaalwerk.
Ze heeft het boek van Mario Perniola De esthetica van de twintigste eeuw, Brussel, VUB Press, 1998, uit het Italiaans vertaald.
In 2016 verscheen een bloemlezing van haar dichtbundels getiteld "Tussengebied", samengesteld en ingeleid door Ann Van Sevenant.

## Werken
- Het ogenblik (1964)
- Gelijktijdigheid (1967)
- Tussenruimten (1969)
- A contre-gré (1970)
- Demain à Canaan - Morgen te Kanaän (1971)
- Le jour obscur - Wonen een feest (1972)
- Excentriques (1973)
- Van verte tot verte (1973)
- Lointains (1975)
- Nauwe geboorte (1975)
- Exil ailé - Groene vogels (1976)
- Offerland (1976)
- Buitenholte (1980)
- Het poly-fone boze (1980)
- Ruimte en zijn (1981)
- Overvaart (1982)
- Reeksen (1983)
- Suicidaire ; Overland (1983)
- Gestalten van het eiland (1984)
- Bestendig vuur (1986)
- Vagantentaal (1987)
- Vergeetader (1988)
- Buitensporig licht (1991)
- Doorzichtig wachten (1992)
- De wenk (1993)
- Verlicht labyrint (1994)
- Luchtgeest (1995)
- Samenspraak (2000)
- Tussengebied (2016)

- Bibliothèque nationale de France: cb12779534z (data)
- Digitale Bibliotheek voor de Nederlandse Letteren: reni003
- Gemeinsame Normdatei: 172329531
- International Standard Name Identifier: 0000 0001 2122 0596
- Library of Congress Control Number: n87807036
- Nationale Bibliotheek van Israël: 987007331397405171
- Nederlandse Thesaurus van Auteursnamen: 07356754X
- Système universitaire de documentation: 14728497X
- Virtual International Authority File: 264324404
- WorldCat: E39PBJwxGtb4yDx9kjqtQVFBT3